# 杰克·戈德斯通
杰克·戈德斯通（1953年9月30日—）美国社会学家、政治学家和历史学家，毕业于哈佛大学，专攻社會運動与革命研究，主要作品有《国家、政党与社会运动》（States, Parties, and Social Movements）、《早期现代世界的革命与反抗》（Revolution and Rebellion in the Early Modern World: Population Change and State Breakdown in England, France, Turkey, and China, 1600-1850）以及入选牛津通识读本的《革命》（Revolutions）等。